# Oliver Searle
Oliver Searle (Edinburgh, 1977) is een Schots componist, muziekpedagoog en trompettist.

## Levensloop
Searle groeide op in North Berwick. Hij studeerde aan de Northern College of Education, nu: Universiteit van Aberdeen in Aberdeen en behaalde aldaar het diploma als muziekleraar. Als muziekpedagoog was hij bezig in verschillende scholen van het middelbare en hoger onderwijs in Schotland, onder andere ook in Glasgow. Vanaf 2000 studeerde hij aan de Royal Scottish Academy of Music and Drama (RSAMD) in Glasgow, onder andere bij John Maxwell Geddes en behaalde zijn Master of Music. Aan dezelfde academie promoveerde hij bij Gordon McPherson in 2006. 
Als componist schreef hij al opdrachten voor het Paragon Ensemble, het Royal Scottish National Orchestra, het National Youth Orchestra of Scotland, de National Youth Choir of Scotland en het Hebrides Ensemble.
In 2002 won hij een zilveren medaille van de Company of Musicians in Londen en in 2004 een Mendelssohn scholarship voor de laatste jaren. Zijn werken werden uitgevoerd tijdens de Glasgow Proms en op de festivals in Oxford, het Edinburgh Festival, in Manchester, Aldeburgh, Cluj-Napoca en Berlijn. 

## Composities

### Werken voor orkest
- 2001 Coruscations, voor orkest
- 2002 Stentorophony: In Memoriam, voor groot orkest
- 2002 Systolic, voor orkest
- 2003 my day of carnage, voor orkest
- 2003 Prey for Life, voor orkest
- 2006 Earworm, voor orkest
- Statement No. 3, voor orkest

### Werken voor harmonieorkest
- 2004 Jungle High Street, voor harmonieorkest
- 2006 Fakebake, voor klein harmonieorkest met elektrische gitaren
- 2007 Crystalline Fanfare, voor harmonieorkest

### Toneelwerken

#### Balletten
- 2004 The Giant's Daughter - première: 1 januari 2005, Glasgow, Glasgow Royal Concert Hall

### Werken voor koren
- 2002 The Prayer for Invisibility, voor gemengd koor en strijkers
- 2006 Catkins, voor unisono koor en piano - tekst: Sophie C. A. Large
- 2006 Pleasant Scents of Spring, voor unisono koor en piano - tekst: Sophie C. A. Large
- 2006 Sunglasses, voor unisono koor en piano - tekst: Sophie C. A. Large

### Vocale muziek
- 2002 The Ten Wishes of Sophie C. A. Large, voor sopraan, 2 violen, altviool, cello en contrabas - tekst: Sophie C. A. Large
- 2005 rev.2007 12 Steps to a Delightful Evening, voor twee sopranen, twee mezzosopranen, dwarsfluit, basklarinet, viool, cello en marimba/vibrafoon
- 2006 Pride, Poverty and Pianos, voor sopraan, alt en mannenstemmen, dwarsfluit (piccolo), klarinet (basklarinet), trompet, slagwerk, piano, 2 violen, altviool, cello, contrabas en CD met Glasgow Street Sounds
- Put Off and Row Wi' Speed, voor 3 tenoren en piano
- A Wee Bird Cam' to our Ha' Door, voor 3 tenoren en piano

### Kamermuziek
- 2001 Chiasmus, voor viool, altviool, cello en piano
- 2001 Fallen, voor 2 violen, altviool, cello en piano
- 2002 12th Cranial Nerve ... on the right side, voor fagot en maracas
- 2002 Bump!, voor dwarsfluit, hobo, klarinet, fagot, hoorn, tompet, trombone, pauken, grote trom, celesta, 2 violen, altviool, cello en contrabas
- 2004 Cold Atom, voor altviool en piano
- 2004 Close, voor viool en piano
- 2004 Crystalline Fanfare, voor 3 trompetten, 3 trombones en pauken
- 2004 Daughter, voor viool, cello en basklarinet
- 2004 Downwarp, voor vier basklarinetten
- 2004 Fat Mice, voor basfluit en piano
- 2004 Spherical Bastards, voor trombone en drumset
- 2005 Dead Toys, voor viool, altviool, cello, slagwerk en twee basklarinetten
- 2005 Deathletics, voor dwarsfluit, klarinet, viool, cello, marimba en piano
- 2007 Breakfast Baroque, voor dwarsfluit (barok-fluit), basklarinet, viool, cello en marimba
- 2007 Concerto, voor trompet en CD
- 2007 Two, voor cello en piano
- 35 Cochlear Implant Studies
- Belongs, voor strijkkwartet
- Moose Antler Fly, voor klarinet en piano
- Some People, voor gitaar en basklarinet